# ميكائيل سيمبسون
ميكائيل سيمبسون (بالدنماركية: Mikael Simpson)‏ هو موسيقي ومغني وكاتب أغاني دنماركي، ولد في 1974.

## وصلات خارجية
- ميكائيل سيمبسون على موقع IMDb (الإنجليزية)
- ميكائيل سيمبسون على موقع ميوزك برينز (الإنجليزية)
- ميكائيل سيمبسون على موقع أول ميوزيك (الإنجليزية)
- ميكائيل سيمبسون على موقع ديسكوغز (الإنجليزية)